# Журавский (Коми)
Жура́вский (коми Журавскӧй) — посёлок в Усть-Цилемском районе Республики Коми России. Входит в состав сельского поселения Коровий Ручей.

## География
Посёлок находится в северо-западной части региона, на правом берегу реки Печора, вблизи места впадения в неё ручья Хлебный, на автодороге 87К-007, на расстоянии примерно 5 км (по прямой) к востоку от села Усть-Цильма, административного центра района.
Часовой пояс
Посёлок Журавский, как и вся Республика Коми, находится в часовой зоне МСК (московское время). Смещение применяемого времени относительно UTC составляет +3:00.

## История
Посёлок возник при Печорской опытной сельхозстанции и первоначально назывался Опытная Станция (с 1926 года — Опытное Поле). В 1976 году получил современное название в честь Андрея Владимировича Журавского (1882—1914) — русского биогеографа.

## Население
| 1989 | 2002 | 2010 |
| ---- | ---- | ---- |
| 36   | ↗102 | ↘60  |

Гендерный состав
По данным Всероссийской переписи населения 2010 года, в гендерной структуре населения мужчины составляли 45 %, женщины — соответственно 55 %.
Национальный состав
Согласно результатам переписи 2002 года, в национальной структуре населения русские составляли 93 % из 102 чел.

## Улицы
Уличная сеть посёлка состоит из одной улицы (ул. Майская).

## Инфраструктура
Действовало хозяйство Печорской опытной сельхозстанции.